# Hello Games
A Hello Games guildfordi székhelyű videójáték-fejlesztő cég, amely elsősorban a kritikailag elismert Joe Danger című sorozata révén ismert.
A Hello Gamest 2009 júliusában alapították a Criterion Games, az Electronic Arts és a Kuju Entertainment egykori alkalmazottjai. A 2010-es Develop Awardson elnyerték a legjobb új stúdiónak és a legjobb mikrostúdiónak járó díjat. 2010 augusztusában a cég felkerült The Guardian szerkesztői által összeállított Tech Media Invest listára, amelyen az előző tizenkét hónap leginnovatívabb és legkreatívabb cégei szerepelnek. A 2011-es Gamescom játékkiállításon bemutatták második játékukat, a Joe Danger 2: The Movie-t. A Hello Games a 2013-as VGX díjátadón bejelentette harmadik játékukat, a No Man’s Sky című sci-fi kalandjátékot.
2013 szenteste a stúdió irodáit elöntötte a víz miután a közeli Wey folyó kitört a medréből. Az irodában szinte minden odaveszett.

## Videójátékaik
- Joe Danger (2010)
- Joe Danger 2: The Movie (2012)
- No Man’s Sky (2016)